# Dasineura ezomatsue
Dasineura ezomatsue är en tvåvingeart som först beskrevs av Tohru Uchida och Inouye 1954.  Dasineura ezomatsue ingår i släktet Dasineura och familjen gallmyggor. Inga underarter finns listade i Catalogue of Life.